# David Ffrangcon-Davies
David Ffrangcon-Davies (Bethesda, Carnarvon, Regne Unit, 11 de desembre de 1860 - ?) fou un baríton gal·lès. S'educà en el col·legi dels jesuïtes d'Oxford, arribant a ordenar-se de sacerdot, però atret per una vocació irresistible, vers l'art musical, i especialment al cant, i posseïdor d'una bella veu de baríton, abandonà la carrera eclesiàstica, i després d'una sòlida preparació sota la guia dels mestres Latter i Randegger, es presentà al públic, amb gran èxit, el 1890, arribant a adquirir extraordinària fama en el seu país i a Alemanya. Residí a Berlín des de 1898 fins al 1901, data en què retornà a Anglaterra; des de 1903 fou professor de cant en la Royal Academy of Music a Londres. Va escriure la interessant obra The singing of the future (1905), amb un pròleg d'Elgar.